# تپه گورستان پل آقاج
تپه قبرستان پل آقاج مربوط به سده‌های میانه دوران‌های تاریخی پس از اسلام است و در شهرستان زنجان، بخش قره پشتلو، روستای پل آقاج واقع شده و این اثر در تاریخ ۱۰ دی ۱۳۸۱ با شمارهٔ ثبت ۶۷۰۱ به‌عنوان یکی از آثار ملی ایران به ثبت رسیده است.